# アレハンドロ・ロサリオ
アレハンドロ・アントニオ・ロサリオ（Alejandro Antonio Rosario, 2002年1月6日 - ）は、アメリカ合衆国フロリダ州マイアミ出身のプロ野球選手（投手）。右投右打。MLBのテキサス・レンジャーズ傘下所属。

## 経歴

### プロ入り前
高校時代の2019年にWBSC U-18ワールドカップのアメリカ合衆国代表に選出された。

### プロ入りとレンジャーズ傘下時代
2023年のMLBドラフト5巡目（全体144位）でテキサス・レンジャーズから指名されプロ入り。
2024年に傘下のA級Down East Wood Ducksでプロデビューし、その後A＋級ヒッコリー・クロウダッズへ昇格。2チーム合計で18試合（先発17試合）に登板して4勝5敗、防御率2.24、129奪三振を記録した。